# 堀川真奈
堀川 真奈（ほりかわ まな、1994年3月4日 - ）は、福井県福井市出身のハンドボール選手。日本ハンドボールリーグのイズミメイプルレッズ所属。

## 経歴
大阪教育大学時代は2014年に第2回U-22東アジア選手権の日本代表に選出。2015年には全日本学生ハンドボール選手権大会で優秀選手賞を受賞した。
2016年1月に日本ハンドボールリーグの広島メイプルレッズへ加入。背番号は「19」。同年6月には第23回世界学生選手権の日本代表に選出された。
2016-17年シーズンから背番号を「6」へ変更。
2017年7月に行われた日韓戦で日本代表に初選出された。
2018年はジャパンカップの日本代表に選出。7月には第24回世界学生選手権大会の日本代表U-24に選ばれた。

## 詳細情報

### 年度別成績
| 年       | チーム   | 試合 | フィールド 得点 | 率   | 7m  | 合計   | 警告 | 退場 | 失格 |
| -------- | -------- | ---- | --------------- | ---- | --- | ------ | ---- | ---- | ---- |
| 2015-16  | 広島     | 0    | -               | -    | -   | -      | -    | -    | -    |
| 2016-17  | 広島     | 18   | 18/26           | .692 | 0/0 | 18/26  | 5    | 0    | 0    |
| 2017-18  | 広島     | 24   | 26/42           | .619 | 0/0 | 26/42  | 8    | 8    | 0    |
| 2018-19  | 広島     | 24   | 19/32           | .594 | 0/0 | 19/32  | 4    | 8    | 0    |
| JHL：4年 | JHL：4年 | 66   | 63/100          | .630 | 0/0 | 63/100 | 17   | 16   | 0    |

- 各年度の太字はリーグ最高

### JHLプレーオフ
| 年      | チーム | 試合                                                  | フィールド 得点 | 率    | 7m  | 合計 | 警告 | 退場 | 失格 |
| ------- | ------ | ----------------------------------------------------- | --------------- | ----- | --- | ---- | ---- | ---- | ---- |
| 2015-16 | 広島   | 北國銀行戦 (準決勝)                                   | -               | -     | -   | -    | -    | -    | -    |
| 2016-17 | 広島   | オムロン戦 (準決勝)                                   | 2/2             | 1.000 | 0/0 | 2/2  | 0    | 0    | 0    |
| 2016-17 | 広島   | 北國銀行戦 (決勝)                                     | 0/0             | -     | 0/0 | 0/0  | 1    | 0    | 0    |
| 2017-18 | 広島   | ソニーセミコンダクタマニュファクチャリング戦 (準決勝) | 0/1             | .000  | 0/0 | 0/1  | 1    | 0    | 0    |
| 2017-18 | 広島   | 北國銀行戦 (決勝)                                     | 1/1             | 1.000 | 0/0 | 1/1  | 0    | 1    | 0    |
| 2018-19 | 広島   | オムロン戦 (準決勝)                                   | 0/0             | -     | 0/0 | 0/0  | 0    | 0    | 0    |

### 記録

#### 日本ハンドボールリーグ
- フィールドゴール初得点：2016年9月10日、対三重バイオレットアイリス戦（中区スポーツセンター）[9]

### 背番号
- 19 (2016年)
- 6 (2016年 - )

## 代表歴

### 日本代表
- アジア選手権 (2018年)
- ジャパンカップ (2017年・2018年・2019年)
- 日韓定期戦 (2017年・2019年)

### 日本代表U-24
- 世界学生選手権 (2016年・2018年)

### 日本代表U-22
- U-22東アジア選手権 (2014年)

### 日本代表U-20
- ジュニアアジア選手権 (2013年)

### 日本代表U-18
- ユースアジア選手権 (2011年)